# Йохан Лудвиг Буркхарт
Йохан Лудвиг Буркхарт (на немски: Johann Ludwig Burckhardt) е швейцарски пътешественик, ориенталист, географ, изследовател на Азия и Африка.

## Ранни години и образование (1784 – 1812)
Роден е на 24 ноември 1784 година в Лозана, Швейцария, в богато семейство, търговци на коприна от Базел. Учи история и философия в университетите в Лайпциг и Гьотинген. През лятото на 1806 г. заминава за Лондон с цел да бъде нает на държавна служба, но не успява и се присъединява към Африканската асоциация, която подготвя експедиция по суша от Кайро до Тимбукту. За да се подготви за пътуването, Буркхарт започва да изучава арабски език и се запознава детайлно с исляма. Същевременно минава курс по астрономия, медицина и химия в Кеймбриджкия университет.
През 1809 г. заминава за Малта, а през есента на следващата година пристига в Алепо, Сирия, където усъвършенства арабския и изучава местните обичаи. Приема името Ибрахим ибн Абд Алла и така изучава Корана, че може да мине за ислямски богослов.

## Експедиционна дейност (1812 – 1815)

### Откриване на древния град Петра (1812)
През юни 1812 тръгва през пустинята към Кайро, като преминава пеша от Дамаск през Източна Йордания и Синайския п-ов. По пътя край Мъртво море попада на група араби, които му разказват за някакъв скрит в скалите древен град и за да не предизвика подозрение, си измисля легендата, че е дал обет да принесе агне в жертва на пророка Аарон на върха на планината Джебел Харун. Бедуините се съгласяват да го съпроводят и керванът поема на път. На 22 август пътешествениците достигат до изсечен в скалите скален проход, носещ името Сик. Камилите навлизат по него и след километър пред очите на Буркхарт се открива гледка на издялана в камъка червеникава фасада на храм, висок 30 м. Така е открито едно от чудесата на света – столицата на набатейците, скалния град Петра.

### Пътешествие по Нил (1813)
През 1813 г., отново в ролята на Ибрахим ибн Абд Алла и заедно с Мохамед Абу Саад, възрастен арабин, поема на дълъг път по Нил. Пътешествениците се движат по тясна пътечка покрай източния бряг на реката, когато в местността Абу Симбел внезапно виждат от другата страна огромни каменни пилони, а между тях – високи статуи. Голям проблем е преминаването през Нил, но Буркхарт успява да го реши. Двамата с Абу Саад разчистват едва видимата от пясъка цепнатина и изведнъж се озовават в пещерата на изсечен в скалите храм. В светлината на факлите виждат безбройни барелефи и изваяни от камък колони с капители, оформени като женски глави. Така Буркхарт преоткрива за човечеството едни от най-известните египетски храмове – на фараона Рамзес II и на неговата любима жена Нефертари, голяма част от които пясъкът поглъща през 6 век пр.н.е. Светилищата са построени след победоносната кампания на владетеля в Нубия и покоряването на тамошните племена. След значителни усилия Буркхарт не успява да изкопае входа на храма. Той открива в пясъците горен фриз на единия от храмовете и споделя находката си с италианския изследовател Джовани Батиста Белцони (1778 – 1823), който успява през 1817 да разкрие входа и да влезе във вътрешността. Хилядолетия по-късно двата храма са пренесени заради изграждането на Асуанския язовир на друго място.

### Пътуване до Мека (1813 – 1815)
През 1813 г., преоблечен като турски търговец, изследва долината на Нил от Асуан до Бербер (18° с.ш.), а оттам достига до Червено море при Суакин, като по пътя изследва долното течение на река Атбара (десен приток на Нил). На 18 юли 1814 пристига в Джида, където се разболява от дезинтерия. След като пристига в Мека, прекарва няколко месеца там, като изпълнява различните ритуали, свързани с хадж. Буркхарт описва подробно града, ритуалите и културата на местните жители, които писания са ценен източник на информация за изследователя Ричард Бъртън, който пътува до Мека десетилетия по-късно.
По-късно Буркхарт се отправя за Медина, където отново се разболява от дизентерия и прекарва три месеца във възстановяване. Отпътувайки от Арабия, той пристига изтощен на п-ов Синай и по суша на 24 юни 1815 пристига в Кайро.

## Последни години (1815 – 1817)
Буркхарт прекарва оставащите две години от живота си, редактирайки дневниците си. Той живее скромно в Кайро, докато чака и се подготвя за кервана, който ще го отведе на запад през Сахара до Тимбукту и река Нигер.
През 1816 пътува до Александрия, след това до връх Синай, където посещава манастира „Света Катерина“. След завръщането си в Кайро отново е поразен от дизентерия и на 15 октомври 1817 година умира на 32-годишна възраст, като не успява да осъществи планираното си пътуване до Нигер.
Погребан е в Кайро като мюсюлманин, а на надгробния му камък пише:
| „ | Това е гробът на благословения и приет от Божията милост почтен покоен шейх Ибрахим, праведен син на Абд Алла Буркхарт от Лозана. | “ |

Буркхарт завещава колекцията си от 800 тома ориенталски ръкописи на библиотеката на Кеймбриджкия университет.

## Трудове
- „Travels in Nubia“, London, 1819